# (20070) Koichiyuko
(20070) Koichiyuko (1993 XL) – planetoida z pasa głównego asteroid okrążająca Słońce w ciągu 3,43 lat w średniej odległości 2,27 j.a. Odkryta 8 grudnia 1993 roku.